# Ductia
La ductia ou ductie désigne deux genres musicaux, apparentés à l'estampie, pratiqués au XIIIe siècle. L'une des formes est vocale, « cantilena ductia » et l'autre instrumentale, « ductia ». 
Il s'agit dans le premier cas, d'une danse médiévale originaire de France des XIIe et XIIIe siècles, dansée et chantée par les garçons et les filles (« in choreis a iuvenibus et puellis »).

## Descriptions
Le genre instrumental — qui apparaît également en Angleterre — est à une ou deux voix, mesuré, sans texte et se développe sur trois ou quatre puncta (« points ») — contre six ou sept dans l'estampie. Le mot puncta désigne ici deux sections mélodiques identiques, exception faite de leurs terminaisons différentes : la première est dite ouverte (« apertum »), la seconde fermée (« clausum »). Deux de ces ducties instrumentales pourraient survivre dans le plus tardif Manuscrit du Roi (fo 5r et une dansse real, fo 104v) placée à la suite de huit estampies,. Contrairement à l'estampie — dont la ductie reprend la structure répétitive — la mesure de la version instrumentale est marquée par un instrument de percussion (« cum decenti percussione mensuratus »).
La ductia est décrite brièvement et uniquement dans De musica (c.1275) du théoricien de la musique Jean de Grouchy, au même paragraphe que la stantipes ou estampie. L'auteur la qualifie de chanson de caractère léger et rapide, donnant une chanson française en exemple (hélas perdue) : Chi encor querez aloretes.

« […] Le stantipes est une composition musicale sans texte ayant une progression mélodique difficile… et déterminée par des points… À cause de sa difficulté, il occupe extrêmement l'esprit de l'exécutant et celui de l'auditeur, et souvent il distrait l'esprit des riches de mauvaises pensées. Et je dis qu'il est déterminé par des points parce que la mesure précise que nous trouvons dans les « ductiæ » lui fait défaut et que ce n'est que par les points qu'on peut le distinguer. Quant aux points, c'est une suite bien ordonnée de concordances qui, montant et descendants, font une mélodie. Il est formé de deux parties qui au commencement sont semblables entre elles, à la fin dissemblables, ce qu'on appelle généralement le clos et l’ouvert. »

— Jean de Grouchy.